# Nati nel 1830
| Questa pagina contiene informazioni ricavate automaticamente dalle voci biografiche con l'ausilio del template Bio e di un bot. L'aggiornamento è periodico e automatico e ricostruisce completamente la pagina. Se manca una persona in questa lista, sei pregato di non aggiungerla, ma accertati piuttosto che la sua voce biografica contenga il template Bio e che i dati anagrafici siano correttamente compilati. Se il template Bio manca, inseriscilo tu stesso o, in alternativa, metti l'avviso {{tmp\|Bio}} che ne segnala la mancanza. Se i dati riportati sono sbagliati, correggi direttamente la voce biografica; le modifiche saranno visibili in questa lista entro pochi giorni. Per chiarimenti vedi il progetto biografie. La lista contiene solo le 404 persone che sono citate nell'enciclopedia e per le quali è stato implementato correttamente il template Bio. Pagina aggiornata al 18 mag 2025. |

## Gennaio(29)
- 1º gennaio - Vasile Boerescu, politico, giornalista e avvocato rumeno († 1883)
- 1º gennaio - Janko Čajak, poeta e pastore protestante slovacco († 1867)
- 1º gennaio - Attilio Portioli, letterato e numismatico italiano († 1891)
- 2 gennaio - Francesco Bonasi, politico e magistrato italiano († 1897)
- 2 gennaio - Ernst Dümmler, storico tedesco († 1902)
- 2 gennaio - Henry Flagler, imprenditore statunitense († 1913)
- 4 gennaio - Mimi Frellsen, fotografa norvegese († 1914)
- 7 gennaio - Albert Bierstadt, pittore statunitense († 1902)
- 8 gennaio - Hans von Bülow, direttore d'orchestra, pianista e compositore tedesco († 1894)
- 8 gennaio - Paolo Galeati, tipografo e editore italiano († 1903)
- 8 gennaio - Gouverneur K. Warren, generale statunitense († 1882)
- 9 gennaio - Otto Spiegelberg, ginecologo tedesco († 1881)
- 13 gennaio - Filippo Filippi, critico musicale e compositore italiano († 1887)
- 14 gennaio - Charlotte Woodward Pierce, insegnante, stilista e attivista statunitense († 1924)
- 15 gennaio - Jean-Baptiste Faure, baritono francese († 1914)
- 17 gennaio - William Wright, orientalista inglese († 1889)
- 19 gennaio - Francesco Mancini, pittore italiano († 1905)
- 21 gennaio - Liu Kunyi, politico e militare cinese († 1902)
- 22 gennaio - Vincenzo Petrali, organista e compositore italiano († 1889)
- 23 gennaio - Ivan Petrovič Larionov, compositore e scrittore russo († 1889)
- 23 gennaio - Gaston de Galliffet, militare francese († 1909)
- 25 gennaio - Pietro Cossa, drammaturgo italiano († 1881)
- 27 gennaio - Carlotta Ferrari, poetessa e compositrice italiana († 1907)
- 27 gennaio - Giulio Rovighi, patriota e imprenditore italiano († 1904)
- 28 gennaio - Agostino Fossati, pittore italiano († 1904)
- 29 gennaio - Salvatore Tomaselli, medico italiano († 1906)
- 30 gennaio - Nazareno Gugliemi, brigante italiano
- 31 gennaio - James Blaine, politico statunitense († 1893)
- 31 gennaio - Nikolaj Pavlovič Lomakin, militare russo († 1902)

## Febbraio(29)
- 1º febbraio - Michele Grassi Pasini, imprenditore e politico italiano († 1913)
- 3 febbraio - Philippe Burty, artista francese († 1890)
- 3 febbraio - Robert Gascoyne-Cecil, III marchese di Salisbury, nobile e politico britannico († 1903)
- 4 febbraio - Gustavo Venturi, botanico e avvocato italiano († 1898)
- 4 febbraio - Elisabetta di Sassonia, principessa tedesca († 1912)
- 6 febbraio - Xavier Barbier de Montault, religioso, archeologo e storiografo francese († 1901)
- 6 febbraio - Crisanto Del Cioppo, compositore e direttore d'orchestra italiano († 1915)
- 6 febbraio - Daniel Oliver, botanico britannico († 1916)
- 8 febbraio - Abdul Aziz, sultano ottomano († 1876)
- 8 febbraio - Vincenzo Calenda di Tavani, magistrato e politico italiano († 1910)
- 11 febbraio - Peter Arnold Heise, compositore danese († 1879)
- 11 febbraio - Hans Bronsart von Schellendorff, compositore e direttore d'orchestra tedesco († 1913)
- 12 febbraio - Stephen Wilcox, inventore e imprenditore statunitense († 1893)
- 15 febbraio - Alessio Olivieri, direttore di banda e compositore italiano († 1867)
- 15 febbraio - Edoardo Giuseppe Rosaz, vescovo cattolico italiano († 1903)
- 16 febbraio - Émile Durand, compositore, teorico della musica e insegnante francese († 1903)
- 17 febbraio - Diodato Lioy, giurista e giornalista italiano († 1912)
- 18 febbraio - Carlo Palomba, avvocato e politico italiano († 1905)
- 18 febbraio - Lisiade Pedroni, patriota, politico e banchiere italiano († 1889)
- 20 febbraio - Carlo Boni, naturalista e archeologo italiano († 1894)
- 21 febbraio - Addison Brown, avvocato, magistrato e botanico statunitense († 1913)
- 21 febbraio - Henry Wallis, pittore, scrittore e collezionista d'arte inglese († 1916)
- 23 febbraio - Giuseppe Dezza, generale, politico e patriota italiano († 1898)
- 23 febbraio - Clovis Dupont, operaio e attivista francese († 1908)
- 24 febbraio - Karolina Světlá, scrittrice ceca († 1899)
- 27 febbraio - Emilio Pascale, politico italiano († 1904)
- 28 febbraio - Luigi Matteo Fischetti, compositore e pianista italiano († 1887)
- 28 febbraio - Maria Isabel de Alcântara, nobildonna brasiliana († 1896)
- 28 febbraio - Robert Kingscote, ufficiale e politico inglese († 1908)

## Marzo(26)
- 2 marzo - Friedrich von Beck-Rzikowsky, generale austro-ungarico († 1920)
- 2 marzo - Filippo Berardi, politico italiano († 1895)
- 4 marzo - Gustav Overbeck, diplomatico e avventuriero tedesco († 1894)
- 5 marzo - Étienne-Jules Marey, fisiologo, cardiologo e inventore francese († 1904)
- 5 marzo - Charles Wyville Thomson, naturalista e esploratore scozzese († 1882)
- 6 marzo - Ferdinand Chaigneau, pittore francese († 1906)
- 7 marzo - Camillo Marcolini, politico italiano († 1889)
- 8 marzo - João de Deus Ramos, poeta portoghese († 1896)
- 9 marzo - Manuel Silvela y de Le Vielleuze, avvocato, scrittore e politico spagnolo († 1892)
- 12 marzo - Paul Brunel, militare francese († 1904)
- 13 marzo - Antônio Conselheiro, religioso brasiliano († 1897)
- 13 marzo - Natale Imperatori, patriota e militare svizzero († 1909)
- 15 marzo - Paul Johann Ludwig Heyse, scrittore, poeta e drammaturgo tedesco († 1914)
- 15 marzo - John Moresby, ammiraglio e esploratore britannico († 1922)
- 15 marzo - Élisée Reclus, geografo e anarchico francese († 1905)
- 18 marzo - Numa Denis Fustel de Coulanges, storico francese († 1889)
- 20 marzo - Alessandro Asinari di San Marzano, politico e generale italiano († 1906)
- 22 marzo - Aristide Gabelli, pedagogista e politico italiano († 1891)
- 24 marzo - José Casado del Alisal, pittore spagnolo († 1886)
- 24 marzo - Robert Hamerling, poeta e scrittore austriaco († 1889)
- 26 marzo - Ferdinand Pauwels, pittore belga († 1904)
- 28 marzo - Christoph von Sigwart, filosofo e logico tedesco († 1904)
- 29 marzo - Rinaldo Barbetti, artista e disegnatore italiano († 1904)
- 29 marzo - Pietro Scalcerle, patriota italiano († 1849)
- 30 marzo - Julius Bahnsen, filosofo tedesco († 1881)
- 30 marzo - Maria Klementyna Sanguszko, nobildonna polacca († 1903)

## Aprile(39)
- 1º aprile - Jack Swilling, esploratore e imprenditore statunitense († 1878)
- 4 aprile - Emilio Dandolo, patriota e militare italiano († 1859)
- 5 aprile - Vilhelm Valdemar Petersen, architetto danese († 1913)
- 6 aprile - James Augustine Healy, vescovo cattolico statunitense († 1900)
- 8 aprile - Giuseppe Candiani, farmacista e imprenditore italiano († 1910)
- 9 aprile - Eadweard Muybridge, fotografo britannico († 1904)
- 10 aprile - Nicola Farina, imprenditore e politico italiano († 1902)
- 10 aprile - Matilde Ferrari, italiana († 1868)
- 11 aprile - Jules-Antoine Castagnary, critico d'arte e giornalista francese († 1888)
- 11 aprile - Antonio Ceruti, archivista, storico e presbitero italiano († 1918)
- 11 aprile - Paolo Serrao, compositore e pianista italiano († 1907)
- 13 aprile - Charles Chetwynd-Talbot, XIX conte di Shrewsbury, politico inglese († 1877)
- 13 aprile - Eduard Lassen, compositore e direttore d'orchestra danese († 1904)
- 13 aprile - Victor Leopold Ritter von Zepharovich, mineralogista austriaco († 1890)
- 14 aprile - Annunziato Vitrioli, pittore italiano († 1900)
- 16 aprile - Henri Legrand du Saulle, psichiatra francese († 1886)
- 16 aprile - Giacomo Stroffolini, letterato italiano († 1891)
- 17 aprile - Giorgio Bandini, pittore e restauratore italiano († 1899)
- 19 aprile - Pierre Paul Dehérain, botanico, fisiologo e chimico francese († 1902)
- 19 aprile - Hermógenes López, politico venezuelano († 1898)
- 21 aprile - Clémence Royer, filosofa e scienziata francese († 1902)
- 22 aprile - Michel Croz, alpinista francese († 1865)
- 22 aprile - Emily Davies, attivista e educatrice britannica († 1921)
- 23 aprile - Berardo Costantini, politico e medico italiano († 1903)
- 24 aprile - Karl August Baumeister, pedagogo, scrittore e filologo classico tedesco († 1922)
- 24 aprile - Eugenia di Svezia, principessa svedese († 1889)
- 25 aprile - Francesco Bonatelli, filosofo italiano († 1911)
- 26 aprile - Friedrich Ludger Kleinheidt, presbitero tedesco († 1893)
- 26 aprile - Benjamin Franklin Tracy, politico statunitense († 1915)
- 27 aprile - Caroline Barbot, soprano francese († 1893)
- 28 aprile - Alessandro Centurini, politico italiano († 1916)
- 29 aprile - Luigi Gravina, prefetto e politico italiano († 1910)
- 29 aprile - Adolph Sutro, politico, ingegnere e filantropo tedesco († 1898)
- 29 aprile - Nikolaj Matveevič Čichačëv, ammiraglio russo († 1917)
- 30 aprile - George Tomkyns Chesney, generale e scrittore britannico († 1895)
- 30 aprile - Rocco Cocchia, arcivescovo cattolico italiano († 1900)
- 30 aprile - Tullio Pinelli, magistrato e politico italiano († 1917)
- 30 aprile - Ghulam Muhammad Tarzi, poeta, scrittore e militare afghano († 1900)
- 30 aprile - Giuditta Tavani Arquati, patriota italiana († 1867)

## Maggio(36)
- 1º maggio - Guido Gezelle, prete e poeta belga († 1899)
- 1º maggio - Charles Champoiseau, diplomatico e archeologo francese († 1909)
- 3 maggio - Tamerlan Thorell, aracnologo svedese († 1901)
- 4 maggio - James Henry Mapleson, impresario teatrale britannico († 1901)
- 4 maggio - Antonio Nunziante, politico italiano († 1900)
- 4 maggio - Francesco Perroni Paladini, avvocato e politico italiano († 1908)
- 4 maggio - Jules Arnous de Rivière, scacchista francese († 1905)
- 6 maggio - William Archer, naturalista irlandese († 1897)
- 6 maggio - Abraham Jacobi, medico tedesco († 1919)
- 8 maggio - Charles Bingham, IV conte di Lucan, nobile e ufficiale irlandese († 1914)
- 8 maggio - Heinrich von Ranke, fisiologo e pediatra tedesco († 1909)
- 9 maggio - Harriet Lane, first lady statunitense († 1903)
- 9 maggio - Antonio Giovanni Lanzirotti, scultore italiano († 1921)
- 9 maggio - Luigi Persoglio, gesuita italiano († 1911)
- 10 maggio - François-Marie Raoult, fisico e chimico francese († 1901)
- 11 maggio - Richard Henry Beddome, militare e naturalista britannico († 1911)
- 13 maggio - Frederic Moore, entomologo britannico († 1907)
- 13 maggio - Édouard Sain, pittore francese († 1910)
- 15 maggio - Laurence Simmons Baker, militare statunitense († 1907)
- 16 maggio - Antonin Doussot, religioso francese († 1904)
- 16 maggio - David Edward Hughes, inventore britannico († 1900)
- 17 maggio - Frédéric Albert Constantin Weber, botanico francese († 1903)
- 18 maggio - Karl Goldmark, compositore ungherese († 1915)
- 19 maggio - Eugene Beauharnais Cook, compositore di scacchi statunitense († 1915)
- 20 maggio - Amalia di Sassonia-Weimar-Eisenach, principessa tedesca († 1872)
- 20 maggio - Hector Malot, scrittore francese († 1907)
- 22 maggio - Giovanni Ruggia, militare italiano († 1916)
- 24 maggio - Anthony Durnford, militare britannico († 1879)
- 24 maggio - Aleksej Kondrat'evič Savrasov, pittore russo († 1886)
- 24 maggio - John Walsh, arcivescovo cattolico irlandese († 1898)
- 27 maggio - Cesare Bartolena, pittore e fotografo italiano († 1903)
- 27 maggio - Filippo Spatafora, patriota e politico italiano († 1913)
- 27 maggio - François Willème, pittore, scultore e fotografo francese († 1905)
- 29 maggio - Louise Michel, anarchica, insegnante e scrittrice francese († 1905)
- 29 maggio - Filippo Sargiacomo, architetto italiano († 1922)
- 30 maggio - Augusto Etchécopar, presbitero francese († 1897)

## Giugno(30)
- 2 giugno - Olivier Métra, compositore e direttore d'orchestra francese († 1889)
- 3 giugno - Gioacchino Burdese, militare italiano († 1889)
- 3 giugno - Daniele Piccinini, patriota italiano († 1889)
- 3 giugno - Federico Costanzo Spinola, diplomatico e politico italiano († 1909)
- 4 giugno - Giuseppe Salvadego Molin, politico italiano († 1906)
- 5 giugno - Carmine Crocco, brigante italiano († 1905)
- 7 giugno - Edward Middleton Barry, architetto inglese († 1880)
- 8 giugno - Juan Manuel Blanes, pittore uruguaiano († 1901)
- 8 giugno - Francesco Ricci Paracciani, cardinale italiano († 1894)
- 9 giugno - Giuseppe Basile, medico e patriota italiano († 1867)
- 11 giugno - Miguel Iglesias, politico e militare peruviano († 1909)
- 12 giugno - Francesco Calfapietra, militare, patriota e politico italiano († 1908)
- 12 giugno - Casimiro Teja, illustratore italiano († 1897)
- 13 giugno - Giuseppe Puccianti, scrittore e poeta italiano († 1913)
- 13 giugno - William James Webbe, pittore e illustratore britannico († 1904)
- 14 giugno - Jules Bergeret, attivista e militare francese († 1905)
- 14 giugno - Alfred Enneper, matematico tedesco († 1885)
- 14 giugno - Tiziano Zalli, patriota, attivista e banchiere italiano († 1909)
- 17 giugno - Silverio Martinoli, artigiano e scultore italiano († 1913)
- 17 giugno - Jeremiah McLain Rusk, politico e militare statunitense († 1893)
- 18 giugno - Johann von Dumoulin, generale austriaco († 1887)
- 18 giugno - Léon Gaston Genevier, botanico e farmacista francese († 1880)
- 19 giugno - James Graham Cooper, chirurgo e naturalista statunitense († 1902)
- 21 giugno - Luís Gama, avvocato, giornalista e scrittore brasiliano († 1882)
- 22 giugno - Teodor Leszetycki, pianista e compositore polacco († 1915)
- 26 giugno - Emilio Morosini, patriota italiano († 1849)
- 27 giugno - Théodore Caruel, botanico italiano († 1898)
- 27 giugno - Wilhelmina Kennedy-Erskine, nobildonna e scrittrice inglese († 1906)
- 29 giugno - Pietro Locchi, fantino italiano
- 29 giugno - John Quincy Adams Ward, scultore statunitense († 1910)

## Luglio(19)
- 1º luglio - Francesco Santamaria-Nicolini, politico italiano († 1918)
- 2 luglio - Francesco Medici, avvocato e politico italiano († 1903)
- 3 luglio - Leo Meyer, filologo tedesco († 1910)
- 4 luglio - Giuseppe Levi, banchiere e filantropo italiano († 1909)
- 8 luglio - Alessandra di Sassonia-Altenburg, principessa tedesca († 1911)
- 9 luglio - Henry Peach Robinson, fotografo britannico († 1901)
- 10 luglio - Camille Pissarro, pittore francese († 1903)
- 12 luglio - Agesilao Milano, militare italiano († 1856)
- 14 luglio - Henry Bird, scacchista britannico († 1908)
- 16 luglio - Eugène Razoua, militare, politico e scrittore francese († 1877)
- 20 luglio - Ludwig Gebhardt, pittore tedesco († 1908)
- 20 luglio - Clements Markham, esploratore, geografo e scrittore britannico († 1916)
- 24 luglio - Ferdinando Cartellieri, patriota italiano († 1859)
- 24 luglio - Ignazio Greco, architetto italiano († 1910)
- 25 luglio - Johann Jakob Bausch, ottico e imprenditore tedesco († 1926)
- 25 luglio - Annibale Marazio, giornalista e politico italiano († 1916)
- 27 luglio - Emma Jane Gay, fotografa statunitense († 1919)
- 28 luglio - Charles Franklin Dunbar, economista statunitense († 1900)
- 30 luglio - Augusto Albini, ammiraglio e politico italiano († 1909)

## Agosto(24)
- 1º agosto - Giovanni Battista Bongiorno, vescovo cattolico italiano († 1901)
- 1º agosto - August von Rothmund, oculista tedesco († 1906)
- 4 agosto - Giovanni Poggio, militare e patriota italiano († 1910)
- 6 agosto - Vactor Tousey Chambers, entomologo statunitense († 1883)
- 7 agosto - Carlo Günther di Schwarzburg-Sondershausen, principe tedesco († 1909)
- 8 agosto - Camillo Casarini, politico e patriota italiano († 1874)
- 8 agosto - Adolf Holm, storico e archeologo tedesco († 1900)
- 9 agosto - Frederick Ellis, VII barone Howard de Walden, nobile inglese († 1899)
- 10 agosto - Giovanni Corvetto, militare e politico italiano († 1898)
- 13 agosto - Giovanni Zoppis, poeta e commediografo italiano († 1876)
- 15 agosto - Augusto Barazzuoli, politico e avvocato italiano († 1896)
- 16 agosto - George MacDonnell, scacchista irlandese († 1899)
- 16 agosto - Harriet Morgan, illustratrice, divulgatrice scientifica e naturalista australiana († 1907)
- 17 agosto - Richard von Volkmann, chirurgo tedesco († 1889)
- 18 agosto - Francesco Giuseppe I d'Austria, sovrano austriaco († 1916)
- 19 agosto - Julius Lothar Meyer, chimico tedesco († 1895)
- 20 agosto - Gerhard vom Rath, mineralogista e geologo tedesco († 1888)
- 21 agosto - Théophile Funck-Brentano, filosofo, sociologo e giurista francese († 1906)
- 22 agosto - Angiolina Bosio, soprano italiano († 1859)
- 23 agosto - Alessandro Dal Bosco, missionario italiano († 1868)
- 24 agosto - Adèle Hugo, francese († 1915)
- 24 agosto - Aleksandr Vissarionovič Komarov, militare russo († 1904)
- 30 agosto - Eduard Kreyßig, ingegnere e architetto tedesco († 1897)
- 30 agosto - François-Marie-Anatole de Rovérié de Cabrières, cardinale e vescovo cattolico francese († 1921)

## Settembre(25)
- 1º settembre - Jaroslav Čermák, pittore ceco († 1878)
- 3 settembre - Leonardo Salimbeni, ingegnere e politico italiano († 1889)
- 7 settembre - Mary Treat, divulgatrice scientifica e attivista statunitense († 1923)
- 8 settembre - Frédéric Mistral, scrittore e poeta francese († 1914)
- 9 settembre - Lajos Tüköry, patriota e militare ungherese († 1860)
- 13 settembre - Achille Formis, pittore e cantante italiano († 1906)
- 13 settembre - Marie von Ebner-Eschenbach, scrittrice austriaca († 1916)
- 14 settembre - Giuseppe Allievo, filosofo e pedagogista italiano († 1913)
- 15 settembre - Robert Henry Codrington, antropologo e missionario britannico († 1922)
- 15 settembre - Porfirio Díaz, politico e generale messicano († 1915)
- 15 settembre - Emmanuel Henri Victurnien de Noailles, critico letterario e storico francese († 1909)
- 17 settembre - Wilhelmine Bonzel, religiosa tedesca († 1905)
- 18 settembre - Saro Cucinotta, incisore, disegnatore e critico d'arte italiano († 1871)
- 20 settembre - Antonio Berti, pittore italiano († 1912)
- 20 settembre - Edward James Reed, ingegnere navale, scrittore e politico inglese († 1906)
- 20 settembre - Yoshida Shōin, rivoluzionario e educatore giapponese († 1859)
- 21 settembre - Caroline Webster Schermerhorn Astor, socialite statunitense († 1908)
- 25 settembre - Konstantin Dmitrievič Flavickij, pittore russo († 1866)
- 25 settembre - Karl Klindworth, pianista e editore musicale tedesco († 1916)
- 26 settembre - Ōkubo Toshimichi, politico giapponese († 1878)
- 27 settembre - William B. Hazen, generale statunitense († 1887)
- 27 settembre - Evandro Sigismondi, avvocato e politico italiano († 1891)
- 27 settembre - Johannes Vahlen, filologo classico tedesco († 1911)
- 28 settembre - Pietro Saccardo, architetto e ingegnere italiano († 1903)
- 29 settembre - Giacomo Armò, politico e magistrato italiano († 1909)

## Ottobre(32)
- 3 ottobre - George Brayton, ingegnere statunitense († 1892)
- 3 ottobre - Albert Günther, zoologo tedesco († 1914)
- 3 ottobre - Charles Marshall, militare statunitense († 1902)
- 8 ottobre - Ernesto Fontana, vescovo cattolico italiano († 1910)
- 8 ottobre - Marcello Panissera di Veglio, nobile e politico italiano († 1886)
- 9 ottobre - Vittorio Arminjon, ammiraglio, esploratore e scrittore italiano († 1897)
- 9 ottobre - Leopoldo Bianchini, fantino italiano († 1884)
- 9 ottobre - Harriet Hosmer, scultrice statunitense († 1908)
- 10 ottobre - Isabella II di Spagna, regina († 1904)
- 11 ottobre - Francesco Bonafini, patriota italiano
- 12 ottobre - Jean Philippe Fenouillas, militare francese († 1873)
- 12 ottobre - Gustav Mayr, entomologo austriaco († 1908)
- 12 ottobre - Andreas Syngros, banchiere e filantropo greco († 1899)
- 13 ottobre - Giovan Battista Riva, pittore italiano († 1910)
- 15 ottobre - Helen Hunt Jackson, poetessa e scrittrice statunitense († 1885)
- 15 ottobre - Peter Wirth, religioso tedesco († 1871)
- 16 ottobre - Andrea Carlo Agostino Del Santo, ammiraglio e politico italiano († 1905)
- 16 ottobre - Ľudovít Kubáni, poeta, scrittore e critico letterario slovacco († 1869)
- 16 ottobre - Otto Leberecht Lesser, astronomo tedesco († 1887)
- 20 ottobre - Emanuele Fergola, matematico e astronomo italiano († 1915)
- 21 ottobre - Giuseppe Corradi, chirurgo italiano († 1907)
- 21 ottobre - Valentino Pupin, pittore italiano († 1886)
- 22 ottobre - Jules Isaïe Benoit, fotografo canadese († 1865)
- 24 ottobre - Belva Lockwood, avvocata, educatrice e scrittrice statunitense († 1917)
- 24 ottobre - Giovanni Cadolini, patriota e politico italiano († 1917)
- 24 ottobre - Marianne North, illustratrice e naturalista britannica († 1890)
- 26 ottobre - Polibio Fumagalli, compositore, organista e pianista italiano († 1900)
- 28 ottobre - Karl Ernst Theodor Schweigger, oculista tedesco († 1905)
- 30 ottobre - Vittorio Barichella, architetto e bibliotecario italiano († 1911)
- 30 ottobre - François Crépin, botanico e paleontologo belga († 1903)
- 31 ottobre - Giambattista Casoni, giornalista e politico italiano († 1919)
- 31 ottobre - Charles Duparquet, missionario, botanico e esploratore francese († 1888)

## Novembre(24)
- 4 novembre - Paul Topinard, antropologo e medico francese († 1911)
- 5 novembre - Girolamo Napoleone Bonaparte II, militare statunitense († 1893)
- 8 novembre - Michail Ivanovič Dragomirov, generale, insegnante e scrittore russo († 1905)
- 8 novembre - Oliver O. Howard, generale statunitense († 1909)
- 9 novembre - Braccio Bracci, poeta, drammaturgo e giornalista italiano († 1904)
- 9 novembre - Ernesto Leopoldo di Leiningen, nobile tedesco († 1904)
- 10 novembre - Antonio Pertile, storico e giurista italiano († 1895)
- 14 novembre - Conrad Bursian, filologo classico e archeologo tedesco († 1883)
- 15 novembre - Antonio Baur, compositore e direttore di banda italiano († 1874)
- 15 novembre - Alfred William Hunt, pittore e poeta inglese († 1896)
- 16 novembre - Otto Hartwig, bibliotecario e storico tedesco († 1903)
- 19 novembre - Manuel Antonio de Almeida, scrittore brasiliano († 1861)
- 21 novembre - Nikolaj Nikolaevič Obručev, generale russo († 1904)
- 22 novembre - Karl Christian Bruhns, astronomo tedesco († 1881)
- 23 novembre - Caspar von Zumbusch, scultore e medaglista tedesco († 1915)
- 25 novembre - Guido Baccelli, medico e politico italiano († 1916)
- 25 novembre - Lina Morgenstern, educatrice, scrittrice e pacifista tedesca († 1909)
- 25 novembre - Pavel Andreevič Šuvalov, politico e generale russo († 1908)
- 26 novembre - Richard J. Hinton, militare e giornalista statunitense († 1901)
- 27 novembre - Gaetano Lodi, pittore italiano († 1886)
- 28 novembre - Marie Clémence Richard, francese († 1915)
- 29 novembre - Luigi Dei Bei, magistrato e politico italiano († 1905)
- 30 novembre - Luigi La Porta, patriota, politico e militare italiano († 1894)
- 30 novembre - Alfonso della Valle di Casanova, filantropo italiano († 1872)

## Dicembre(37)
- 2 dicembre - Gustav Maass, botanico tedesco († 1901)
- 3 dicembre - Teodoro Buffoli, patriota, avvocato e politico italiano († 1884)
- 3 dicembre - James Graham Goodenough, ammiraglio inglese († 1875)
- 3 dicembre - Frederic Leighton, scultore e pittore britannico († 1896)
- 4 dicembre - Giacomo Grillo, banchiere italiano († 1895)
- 5 dicembre - Aliprando Moriggia, medico italiano († 1906)
- 5 dicembre - Christina Rossetti, poetessa britannica († 1894)
- 6 dicembre - George Graham Vest, politico e avvocato statunitense († 1904)
- 7 dicembre - Luigi Cremona, matematico e politico italiano († 1903)
- 7 dicembre - Judah Leib Gordon, poeta e scrittore russo († 1892)
- 9 dicembre - Friedrich Heinrich Geffcken, giurista tedesco († 1896)
- 10 dicembre - Emily Dickinson, poetessa statunitense († 1886)
- 10 dicembre - Yrjö Koskinen, docente, storico e politico finlandese († 1903)
- 11 dicembre - Kamehameha V delle Hawaii, sovrano († 1872)
- 11 dicembre - František Víťazoslav Sasinek, storico e presbitero slovacco († 1914)
- 13 dicembre - Scipione Salvotti, medico, poeta e patriota italiano († 1883)
- 14 dicembre - Jean-François Berthelier, tenore e attore teatrale francese († 1888)
- 14 dicembre - Harald Hirschsprung, medico danese († 1916)
- 14 dicembre - Franz Seraph von Pfistermeister, funzionario tedesco († 1912)
- 15 dicembre - Niccolò Nobili, avvocato, imprenditore e politico italiano († 1900)
- 16 dicembre - Francis Patrick Moran, cardinale e arcivescovo cattolico irlandese († 1911)
- 16 dicembre - Cornelis Petrus Tiele, storico delle religioni e teologo olandese († 1902)
- 16 dicembre - Kálmán Tisza, politico ungherese († 1902)
- 17 dicembre - Jules de Goncourt, scrittore francese († 1870)
- 18 dicembre - Frédéric Lix, pittore e illustratore francese († 1897)
- 19 dicembre - Susan Huntington Gilbert Dickinson, poetessa statunitense († 1913)
- 21 dicembre - Gian Francesco Angelini, basso italiano († 1915)
- 22 dicembre - Pakubuwono IX, sovrano indonesiano († 1893)
- 23 dicembre - Charles Sellier, pittore francese († 1882)
- 24 dicembre - Roberto Morra di Lavriano e della Montà, generale e politico italiano († 1917)
- 24 dicembre - Giovanni Papanti, bibliografo italiano († 1893)
- 28 dicembre - Gaetano Benedini, medico e militare italiano († 1868)
- 29 dicembre - Ezra Meeker, esploratore statunitense († 1928)
- 30 dicembre - Francis M. Drake, generale, imprenditore e politico statunitense († 1903)
- 30 dicembre - Ranieri Simonelli, architetto e politico italiano († 1911)
- 30 dicembre - Diogene Valotti, politico italiano († 1910)
- 31 dicembre - Isma'il Pascià, politico egiziano († 1895)

## Senza giorno specificato(54)
- Aga Khan II, imam persiano († 1885)
- Ahmed Arifi Pascià, politico ottomano
- Domenico Ambruosi, scrittore e saggista italiano († 1908)
- Felice Barucco, pittore italiano († 1906)
- William Bell, fotografo statunitense († 1910)
- Augustine-Malvina Blanchecotte, poetessa e scrittrice francese († 1897)
- Rocco Bormioli, imprenditore italiano († 1883)
- Luka Botić, scrittore croato († 1867)
- Manuel Ezequiel Bruzual, politico venezuelano († 1868)
- Romain Bussine, baritono e compositore francese († 1899)
- Joseph G. Campbell, scacchista e compositore di scacchi irlandese († 1891)
- Luca Carimini, architetto italiano († 1890)
- Frances Clayton, militare statunitense († 1863)
- Fortunato Crostarosa, militare italiano († 1912)
- Pasquale Di Criscito, pittore italiano († 1909)
- Pepita de Oliva, danzatrice spagnola († 1871)
- Luisa Saredo, scrittrice italiana († 1896)
- Manuel Ferrán, pittore e docente spagnolo († 1896)
- Gülistu Kadin, principessa abcasa († 1861)
- Alfred Hegar, ginecologo tedesco († 1914)
- Lars Hertervig, pittore norvegese († 1902)
- William Hicks, ufficiale britannico († 1883)
- Werner Holmberg, pittore finlandese († 1860)
- Itosu Ankō, karateka e maestro di karate giapponese († 1915)
- Oskar Jäger, storico tedesco († 1910)
- Lalla Fadhma n'Soumer, mistica e condottiera berbera († 1863)
- Giovanni Lentini il Vecchio, pittore, scenografo e decoratore italiano († 1898)
- Alfonso Leopardi, poeta italiano († 1900)
- Antonio Lucifero, politico e nobile italiano († 1899)
- M'Siri, sovrano della Repubblica Democratica del Congo († 1891)
- Mahitab Kadin, ottomana († 1888)
- Justin McCarthy, letterato irlandese († 1912)
- Luigi Monti, scrittore e diplomatico italiano († 1914)
- Celso Cesare Moreno, politico italiano († 1901)
- Ceylanyar Hanim, ottomana († 1855)
- Nergizev Hanim, nobile ottomana
- Nikolaj Vasil'evič Nevrev, pittore russo († 1904)
- Luigi Paris, politico italiano († 1887)
- Jules-Émile Péan, chirurgo francese († 1898)
- Rahime Perestu Sultan, principessa ottomana († 1906)
- Tehauroa, re († 1884)
- Robert Trewhella, ingegnere inglese († 1909)
- Carlos Augusto Salaverry, scrittore peruviano († 1891)
- John Charles Shaw, calciatore inglese († 1918)
- Ranbir Singh, sovrano indiano († 1885)
- Alexander Smith, poeta scozzese († 1867)
- Sof'ja Aleksandrovna Subbotina, rivoluzionaria russa († 1919)
- Jerry Thomas, statunitense († 1885)
- Tȟašúŋke Kȟokípȟapi, condottiero nativo americano († 1893)
- Vakílu'd-Dawlih, iraniano († 1909)
- Alfred Waterhouse, architetto inglese († 1905)
- Chauncey Wright, filosofo statunitense († 1875)
- Vincent de Groof, pioniere dell'aviazione belga († 1874)
- August von Adelburg, violinista austriaco († 1873)